# 納戈爾諾-卡拉巴赫自治州
納戈爾諾—卡拉巴赫自治州（俄语：Нагорно-Карабахская автономная область）是蘇聯阿塞拜疆苏维埃社会主义共和国境內的一個自治州，設立於1923年至1991年期間。這裡的大多數居民是亞美尼亞人。蘇聯解體之後，這裡的亞美尼亞人要求獨立，宣布建立纳戈尔诺-卡拉巴赫（阿尔察赫）共和国，引發了纳戈尔诺-卡拉巴赫战争，直到2023年重被阿塞拜疆控制。